# Ruggiero Leoncavallo
Ruggiero Leoncavallo, italijanski operni skladatelj in libretist, * 23. april 1857, Neapelj, Italija, † 9. avgust 1919, Montecatini, Italija.

## Življenje
Leoncavallo je študiral glasbo na konservatoriju San Pietro a Majella v rojstnem mestu, književnost pa v Bologni, kjer se je pod vplivom pesnika Giosueja Carduccija navdušil za glasbeno estetiko Richarda Wagnerja. Njegove prve, wagnerjansko napisane opere Chatterton niso uprizorili in Leoncavallo je najprej poskusil srečo kot glasbenik v kolonialnem Egiptu, nato pa je boemsko živel Parizu in se preživljal s poučevanjem glasbe, korepetiranjem in igranjem klavirja po nočnih lokalih. 
Prijatelj, baritonist Victor Maurel, ga je priporočil založniku Ricordiju in Leoncavallo je dobil predujem za ambiciozen projekt: ustvaril naj bi operno trilogijo kot protiutež Wagnerjevemu Niebelunškemu prstanu. Delo mu je šlo počasi od rok, založnik je postal nestrpen in Medičejci, prva opera predvidene trilogije o italijanski renesansi (sledila naj bi ji še Savonarola in Cesare Borgia), so sprožili resen spor med Leoncavallom in Ricordijem. Končno je založnik, ki je diktatorsko obvladoval italijansko operno sceno, dal v Milanu namesto Medičejcev uprizorti Catalanijevo opero La Wally, preprečil pa je tudi njihovi uprizoritvi v Torinu in Benetkah. Leoncavalu je časnikar Marco Salla prijateljsko svetoval: »Brani svoje delo, kakor moreš in imej odprte oči! Založniška hiša Ricordi odkupuje mnoge opere le zato, da bi jih pokopala za vedno.« 
Leoncavallo je v Parizu doživel zmeren uspeh s simfonično pesnitvijo La nuit de mai, po letu 1890 pa se je ustalil v Milanu in deloval kot glasbeni kritik in libretist. Za vse svoje opere je libreto napisal sam.
Mnogi ga smatrajo za največjega libretista po Arrigi Boitu.

## Opere
- I Pagliacci (Glumači) - 21. maj 1892, Teatro Dal Verme, Milano
- I Medici (Medičejci) - 9. november 1893, Teatro Dal Verme, Milano (prvi del trilogije Crepusculum - nedokončano delo)
- Chatterton - 10. marec 1896, Teatro Argentina, Rim (revidirano delo iz leta 1876)
- La Bohème - 6. maj 1897, Teatro La Fenice, Benetke
- Zazà - 10. november 1900, Teatro Lirico, Milano
- Der Roland von Berlin - 13. december 1904, Deutsche Oper, Berlin
- Maia - 15. januar 1910, Teatro Costanzi, Rim
- Gli Zingari - 16. september 1912, Hippodrome, London
- Mimi Pinson - 1913, Teatro Massimo, Palermo (revizija avtorjeve opere La Bohème)
- Edipo Re (Kralj Ojdip) - 13. december 1920, Opera Theatre, Chicago

## Operete
- La jeunesse de Figaro (1906, ZDA)
- Malbrouck (19. januar 1910 Teatro Nazionale, Rim)
- La reginetta delle rose (24. junij 1912, Teatro Costanzi, Rim)
- »Ali si tam?« (1. november 1913, Theatre Prince of Wales, London)
- La candidata (6. februar 1915, Teatro Nazionale, Rim)
- Prestami tua moglie (2. september 1916, Casino delle Terme, Montecatini)
- Goffredo Mameli (27. april 1916, Teatro Carlo Felice, Genova)
- A chi la giarrettiera? (16. oktober 1919, Teatro Adriano, Rim)
- Il primo bacio (Prvi poljub) (29. april 1923, Salone di cura, Montecatini)
- La maschera nuda (26. junij 1925, Teatro Politeama, Neapelj)